# Pieniądz bezgotówkowy
Pieniądz bezgotówkowy (również pieniądz bankowy, pieniądz żyrowy, pieniądz wkładowy, pieniądz depozytowy) – forma pieniądza w postaci zapisu na rachunkach bankowych, zapisów po stronie debetowej (aktywa), płatnych na żądanie, oznaczających otrzymywanie należności lub regulowanie zobowiązań przez właścicieli rachunków. 
Pieniądz bezgotówkowy kreowany jest przez banki komercyjne.
Uruchomienie pieniądza bezgotówkowego odbywa się poprzez przenoszenie płatności z rachunku jednego klienta na rachunek innego w obrębie jednego lub kilku banków.
Podstawy tworzenia pieniądza bezgotówkowego stanowi wkład pierwotny (czyli pochodzący z własnych środków właściciela rachunku) lub wkład wtórny (pochodzący z udzielonego kredytu).
Pieniądz bezgotówkowy dodany do gotówki w obiegu powiększa łączną podaż pieniądza na rynku pieniężnym. Agregaty pieniężne M1, M2 oraz M3 uwzględniają w swoim zapisie pieniądz bezgotówkowy.
W Polsce według stanu na grudzień 2012 r. agregat pieniężny M3 przekraczał dziewięciokrotnie podaż gotówki w obiegu (z wyłączeniem gotówki w kasach banków).
Do instrumentów obrotu bezgotówkowego należą między innymi: karty płatnicze, polecenie przelewu, polecenie zapłaty, czek rozrachunkowy, instrumenty płatności mobilnych, instrumenty pieniądza elektronicznego, jeżeli transakcje dokonane przy jego użyciu nie skutkują pojawieniem się gotówki.
Zaobserwowano, iż zaufanie do instrumentów obrotu bezgotówkowego osiąga relatywnie wysoki poziom w czasach prosperity i stabilności systemu finansowego, spadając gwałtownie w sytuacjach kryzysowych.